# Marian Gieysztor
Marian Józef Gieysztor ps. „Krajewski”, „Niemyski”, „Urbański” (ur. 22 lutego 1901 w Petersburgu,  zm. 5 czerwca 1961 w Warszawie) – profesor, doktor habilitowany, prezes Polskiego Towarzystwa Hydrobiologicznego.

## Życiorys
Urodził się 22 lutego 1901 w Petersburgu, w rodzinie Józefa, i Marii z Rudzkich (1869–1935). Ukończył w Warszawie 7 klas w gimnazjum Kazimierza Kulwiecia i rozpoczął na krótko studia na Wydziale Matematyczno-Przyrodniczym Uniwersytetu Stefana Batorego w Wilnie. Służył ochotniczo w Wojsku Polskim w 1920 roku. W Wilnie złożył egzaminy eksternistyczne i w styczniu 1921 otrzymał świadectwo dojrzałości. W latach 1921–1926 na Uniwersytecie Warszawskim ukończył studia i uzyskał na nim w 1928 stopień doktora filozofii w zakresie zoologii. Asystent w Zakładzie Zoologii UW od 1926, a w Instytucie Biologii Doświadczalnej im. Marcelego Nenckiego od 1928. Był asystentem na Szkole Głównej Gospodarstwa Wiejskiego w 1931, a wykładowcą tejże uczelni w 1935. W 1934 był przewodniczącym Sekcji Ochrony i Hodowli Łosia.
W kampanii wrześniowej uczestniczył jako ochotnik. Mieszkał podczas okupacji niemieckiej do listopada 1943 przy Madalińskiego 42, następnie przy ul. Dobrej u Sióstr Urszulanek i później przy ul. Okólnik. Od kwietnia 1940 w konspiracji w ZWZ-AK, gdzie pod pseudonimami „Niemyski” i „Urbański” kierował do 1943 referatem spraw kultury i oświaty w Wydziale Informacji BIP Komendy Głównej AK. Był również od 1940 wykładowcą tajnego UW i SGGW. Wiosną 1941 po utworzeniu Kierownictwa Walki Cywilnej był zastępcą Stefana Korbońskiego i używał wówczas pseudonimu „Krajewski”. Do stycznia 1943 przebywał w okolicy Skierniewic, a następnie udał się do Krakowa. W tym samym roku powrócił do Warszawy. 
Kierował od 1945 reaktywowanym przez siebie Zakładem Zoologii UW, a następnie od 1947 Katedrą Limnologii SGGW i Zakładem (później Katedrą) Hydrobiologii UW od 1952. W 1936 był habilitowany w UW, a w 1948 mianowany profesorem nadzwyczajnym SGGW i w 1952 w UW. Profesor zwyczajny w 1937. Członek korespondent od 1946, a członek zwyczajny Towarzystwa Naukowego Warszawskiego od 1948. Był również prezesem Polskiego Towarzystwa Hydrobiologicznego, przewodniczącym warszawskiego oddziału Polskiego Towarzystwa Zoologicznego i od 1959 członkiem Komitetu Ekologicznego PAN. Był autorem wielu prac naukowych z zakresu hydrobiologii i teorii nauki, a jego spuścizna naukowa jest przechowywana w Archiwum PAN pod sygnaturą III-62.
Zmarł 5 czerwca 1961 w Warszawie. Spoczywa na cmentarzu Powązkowskim w Warszawie (kwatera 299b-3-24).
Od 1 czerwca 1925 był mężem Ireny z Chmielewskich Gieysztorową, hydrobiologiem.

## Ordery i odznaczenia
- Krzyż Oficerski Orderu Odrodzenia Polski (1956)
- Krzyż Armii Krajowej (pośmiertnie, 1968)